# Série de Paschen
A série de Paschen (também chamada série de Ritz-Paschen), na física, é a série que define as transições e linhas de emissões do átomo de hidrogênio, quando um elétron salta de um estado de n ≥ 4 a n = 3, onde n se refere ao número quântico principal do elétron. As transições são denominadas sequencialmente com letras gregas: n = 4 a n = 3 é denominada Paschen-alfa, de n=5 a n=3 é Paschen-beta,de n=6 a n=3 é Paschen-gamma (essas são as mais utilizadas), etc.
Essas transições obtiveram seus nomes, após a observação do físico alemão Friedrich Paschen pela primeira vez em 1908.
Os comprimentos de onda na série de Paschen estão todos no espectro infravermelho:
| n                        | 4      | 5      | 6      | 7      | 8      | 9      | 10     | 11     | 12     | 13     | {\displaystyle \infty } |
| Comprimento de onda (nm) | 1875.6 | 1282.2 | 1094.1 | 1005.2 | 954.87 | 923.16 | 901.74 | 886.53 | 875.29 | 866.75 | 820.59                  |